# 解析容度
在复分析中，复平面的紧子集K的解析容度（analytic capacity）是一个标志了{\displaystyle \mathbb {C} \setminus K}上的有界解析函数可以有“多大”的数。粗略地说，解析容度{\displaystyle \gamma (K)}测量了{\displaystyle \mathbb {C} \setminus K}上的有界解析函数所组成的空间的单位球的大小。
这个概念最早由阿尔福斯在1940年代研究有界解析函数的奇点的可去性时引入。

## 定义
紧集{\displaystyle K\subset \mathbb {C} }的解析容度定义为
{\displaystyle \gamma (K)=\sup\{|f'(\infty )|:f\in {\mathcal {H}}^{\infty }(\mathbb {C} \setminus K),\|f\|_{\infty }\leq 1,f(\infty )=0\}}
其中，{\displaystyle {\mathcal {H}}^{\infty }(U)}表示有界解析函数{\displaystyle f:U\to \mathbb {C} }组成的集合。此外，
{\displaystyle f'(\infty ):=\lim _{z\to \infty }{z(f(z)-f(\infty ))}}
{\displaystyle f(\infty ):=\lim _{z\to \infty }{f(z)}}
注意如果令{\displaystyle g(z)=f(1/z)}，则有{\displaystyle f'(\infty )=g'(0)}。但是，一般来说{\displaystyle f'(\infty )\neq \lim _{z\to \infty }{f'(z)}}。
对任意集合{\displaystyle A\subset \mathbb {C} }，定义
{\displaystyle \gamma (A)=\sup _{K\subset A}{\gamma (K)}}
其中K取遍所有包含于A的紧集。

## 可去集与潘勒韦问题
设K是紧集，若对任意包含K的开集{\displaystyle \Omega }，集合{\displaystyle \Omega \setminus K}上的有界全纯函数都可以解析延拓到整个{\displaystyle \Omega }上，则称K是可去集。根据黎曼可去奇点定理，单点集都是可去的。这启发保罗·潘勒韦于1880年提出了一个更一般的问题：“{\displaystyle \mathbb {C} }的哪些子集是可去的？”
容易看出，K是可去的当且仅当{\displaystyle \gamma (K)=0}。然而，解析容度是纯复分析的概念，要得到更多的几何特性描述还有许多工作要做。

## 阿尔福斯函数
对紧集{\displaystyle K\subset \mathbb {C} }，存在唯一的极值函数，即{\displaystyle f\in {\mathcal {H}}^{\infty }(\mathbb {C} \setminus K)}使得{\displaystyle \|f\|\leq 1,f(\infty )=0,f'(\infty )=\gamma (K)}。这个函数称为K的阿尔福斯函数。

## 解析容度与豪斯多夫维数
用{\displaystyle \dim _{H}}表示豪斯多夫维数，{\displaystyle {\mathcal {H}}^{1}}表示1维豪斯多夫测度。则{\displaystyle {\mathcal {H}}^{1}(K)=0}蕴含{\displaystyle \gamma (K)=0}，而{\displaystyle \dim _{H}(K)>1}保证了{\displaystyle \gamma (K)>0}。然而，{\displaystyle \dim _{H}(K)=1}
与{\displaystyle {\mathcal {H}}^{1}(K)>0}的情况要复杂得多。

### 长度大于0而解析容度等于0的例子
之前给出了紧集的1维豪斯多夫测度与解析容度的部分对应关系，据此可以猜想{\displaystyle \gamma (K)=0}蕴含{\displaystyle {\mathcal {H}}^{1}(K)=0}。然而，这个猜想是错的。A. G. Vitushkin首先给出了反例，J. Garnett又给出了简单得多的例子。后者给出的构造如下：
设{\displaystyle K_{0}:=[0,1]\times [0,1]}是单位正方形。然后{\displaystyle K_{1}}是4个边长1/4的正方形的并，这4个小正方形分别位于{\displaystyle K_{0}}的四个角。以此类推，{\displaystyle K_{n}}是{\displaystyle 4^{n}}个边长为{\displaystyle 4^{-n}}的正方形（记做{\displaystyle Q_{n}^{j}}）的并，每个{\displaystyle Q_{n}^{j}}位于某个{\displaystyle Q_{n-1}^{k}}的一角。令K是所有{\displaystyle K_{n}}的交，则{\displaystyle {\mathcal {H}}^{1}(K)={\sqrt {2}}}，但是{\displaystyle \gamma (K)=0}。

### Vitushkin猜想
设{\displaystyle K\subset \mathbb {C} }是紧集，Vitushkin猜想叙述为
{\displaystyle \gamma (K)\iff \int _{0}^{\pi }{{\mathcal {H}}^{1}(\operatorname {proj} _{\theta }{K})d\theta }=0}
其中{\displaystyle \operatorname {proj} _{\theta }(x,y):=x\cos \theta +y\sin \theta }表示在方向{\displaystyle \theta }上的正交投影。根据上面的结果，当{\displaystyle \dim _{H}(K)\neq 1}时，Vitushkin猜想为真。
Guy David于1998年证明了Vitushkin猜想在{\displaystyle \dim _{H}(K)=1}且{\displaystyle {\mathcal {H}}^{1}(K)<\infty }的情况。2002年，Xavier Tolsa证明了解析容度是半可数可加的（countably semiadditive）。即，存在常数{\displaystyle C>0}使得对紧集{\displaystyle K=\bigcup _{i=1}^{\infty }{K_{i}}}（其中{\displaystyle K_{i}}是博雷尔集），{\displaystyle \gamma (K)\leq C\sum _{i=1}^{\infty }{\gamma (K_{i})}}
David与Tolsa的定理合起来能推导出，当K关于{\displaystyle {\mathcal {H}}^{1}}是σ有限的时，Vitushkin猜想为真。可是，对于不是{\displaystyle {\mathcal {H}}^{1}}σ有限的1维的K，这个猜想仍然有待解决。